# Leptocephalus holti
Espèce
Leptocephalus holti est une espèce de poissons Saccopharyngiformes. Cette espèce, longiforme, est peu connue car vivant dans la zone bathyale et abyssale.

## Publication originale
- (en) J. Schmidt, « On the occurrence of leptocephali (larval muraenoids) in the Atlantic W. of Europe », Meddelelser fra Kommissionen for Havundersogelser, fiskeri, vol. 3, no 6,‎ 1909, p. 1-19.